# 우리들의 친구 파워 5
"우리들의 친구 파워 5"는 한국에서 제작된 박호진 감독의 1989년 영화이다. 또한 우리들의 친구 파워 5에는 이석 등이 주연으로 출연하였고, 신창휴 등이 제작에 참여하였다.

## 출연

### 주연
- 이석
- 소냐

## 기타
- 조명: 손달호
- 녹음: 손인호